# 俄羅斯圓圈
Russian Circles是一支來自美国伊利诺伊州芝加哥的后金属乐團。该樂團成立於2004年，最初是由儿时好友 Mike Sullivan 和 Dave Turncrantz 在之前的樂團解散后成立的。 他們在2007 年与原贝斯手 Colin DeKuiper 分道扬镳，並由Brian Cook擔任新貝斯手。该乐團凭借一系列广受好评的专辑和广泛的国际巡演而获得了广泛的认可。
Russian Circles的作品全為純器樂，基本融合了後搖與重型的音樂元素，在西方後搖與後金屬樂壇具有一定的知名度。
其團名Russian Circles取自於曲棍球中使用的一项练习項目。團員並沒有俄羅斯人。

## 音樂作品

### 錄音室專輯
- Enter (2006, Flameshovel)
- Station (2008, Suicide Squeeze)
- Geneva (2009, Suicide Squeeze)
- Empros (2011, Sargent House)
- Memorial (2013, Sargent House)
- Guidance (2016, Sargent House)
- Blood Year (2019, Sargent House)
- Gnosis (2022, Sargent House)

### EPs
- Russian Circles EP (2004, self-released)

### 現場專輯
- Live at Schubas 05/27/2005 (2005, Re:Live)
- Live at Dunk! Fest (2017, Sargent House)

### 單曲
- "Upper Ninety" (2006, Suicide Squeeze)